# Hauptstraße 23 (Sontheim)

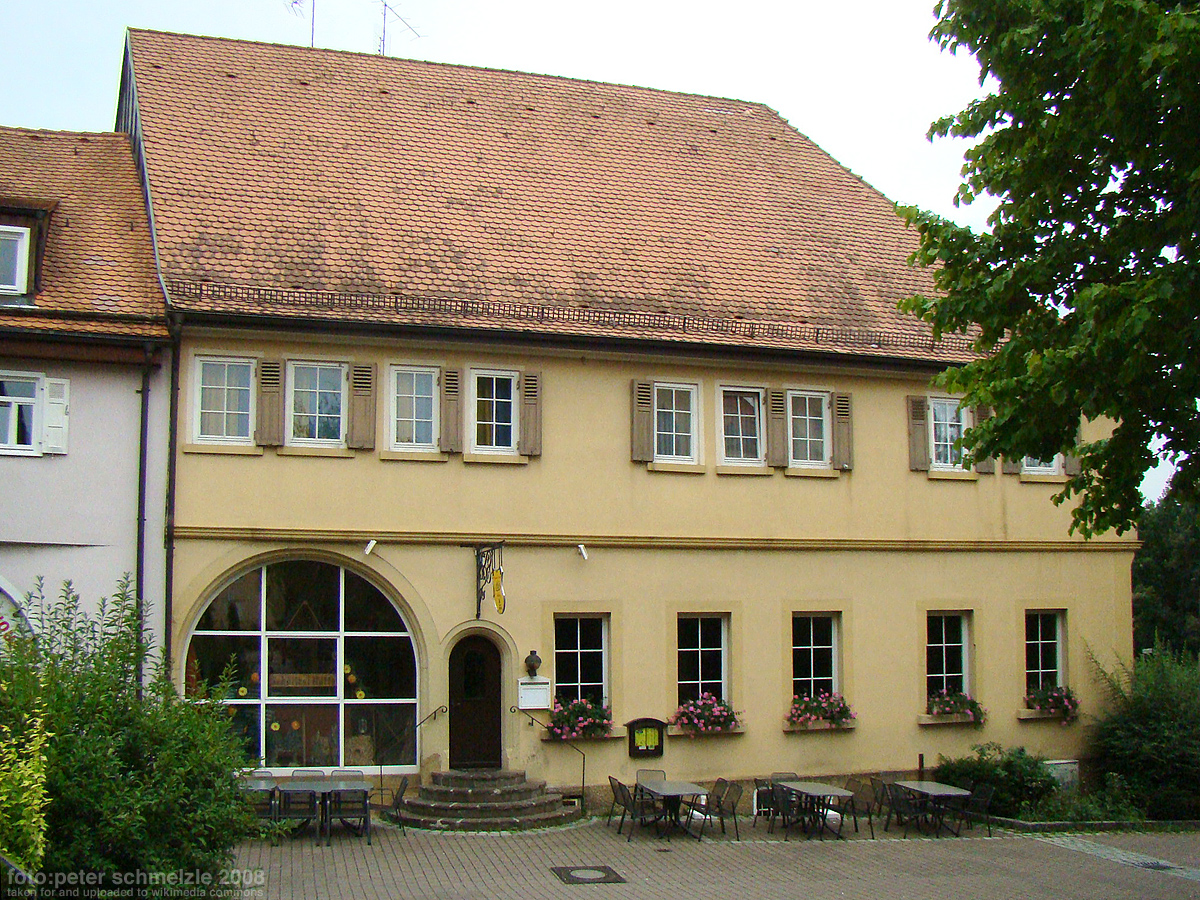
Hauptstraße 23 in Heilbronn-Sontheim

Das Wohnhaus Hauptstraße 23 in Sontheim ist ein geschütztes Kulturdenkmal.

## Beschreibung
Das Wohnhaus ist ein Putzbau im Stil der Renaissance, das 1604 errichtet worden ist. Das Fachwerkobergeschoss diente als Wohnung für den Stabhalter/Richter des Deutschen Ordens. 1937/38 wurde das Gebäude zum Wohn- und Geschäftshaus umgebaut.
Bemerkenswert sind die Profile im Stil der Renaissance, die am Hauseingang, an den Fenstergewänden der Südwand, an der Vorkragung des Obergeschosses und am Traufgesims zu sehen sind.